# Distretto di Hantai
Il distretto di Hantai (汉台区S, Hàntái QūP) è un distretto della Cina, situato nella provincia dello Shaanxi e amministrato dalla prefettura di Hanzhong.